# Intermedio ostrogodo

Territorios gobernados por Teodorico el Grande en el año 523.

El intermedio ostrogodo es el período histórico del reino visigodo tras la batalla de Vouillé en 507 en el que se produjo por un lado, una regencia directa de los ostrogodos, y por otro, la actuación de los visigodos supeditada a las circunstancias históricas producidas por los ostrogodos. Estos años suponen un puente entre el reino visigodo de Tolosa y el reino visigodo de Toledo y se caracterizaron por el dominio hegemónico del rey ostrogodo Teodorico el Grande —en una primera etapa— y el desplazamiento del centro geopolítico del reino visigodo hacia el interior de la península ibérica.

## El fin del reino visigodo de Tolosa: la batalla de Vouillé (507)
A principios del siglo V el pueblo germánico de los visigodos fue asentado por las autoridades del Imperio Romano de Occidente en la provincia de Aquitania Secunda en la costa occidental de las Galias mediante un foedus firmado el año 418. A cambio de las tierras que obtuvieron y de poder vivir según sus propias leyes y jefes, los visigodos como pueblo "federado" al imperio, debían prestar servicios militares, pero no tenían ninguna autoridad sobre los galorromanos. Asimismo conservaron sus propias costumbres y religión –los visigodos, como los vándalos y los ostrogodos, se habían convertido al cristianismo pero en su versión arriana, que era considerada una herejía por la Iglesia romana, cuyos principios doctrinales habían sido establecidos en el Concilio de Nicea. En el año 475, un año antes del fin definitivo del Imperio Romano de Occidente, el rey Eurico se declaró independiente de Roma y promulgó el código que lleva su nombre, un conjunto de leyes germánicas que solo era aplicable a los visigodos. En 506 Alarico II promulgó el Breviarium Alaricianum, el código de derecho romano que se aplicaría a sus súbditos galorromanos e hispanorromanos –desde finales del siglo V los visigodos habían extendido sus dominios a Hispania-. Al año siguiente los visigodos fueron derrotados por los francos en la batalla de Vouillé, cerca de Poitiers –en la que murió el rey Alarico II-, lo que les obligó a replegarse a Hispania, poniendo fin así al Reino visigodo de Tolosa –en la Galia solo conservaron la provincia de la Narbonense-.

## El problema sucesorio y la regencia de Teodorico (507-526)

### El problema sucesorio: amalos vs. baltos
Los restos del “naufragio” visigodo en Vouillé se refugiaron en Narbona. La primera acción a tomar era la elección de un sucesor y nuevo rey de los visigodos. Ante este problema surgen dos claros candidatos apoyados por sendas facciones dentro de la alta nobleza goda:
1. uno partidario de Gesaleico, hijo ilegítimo de Alarico II (facción de los baltingos). Ésta estaba compuesta por los partidarios de la emancipación de la influencia ostrogoda.
2. otro partidario de joven príncipe Amalarico, hijo de Alarico II y la princesa Teodegonda -hija de Teodorico el Grande-. (facción de los amalos). Esta facción se había ido conformando en torno a la camarilla de la reina ostrogoda Teodegonda y utilizó la antigua facción prorromana como caldo de cultivo para atraerse a nuevos adeptos a la causa ostrogoda.

El descontento entre ambas facciones estalló tras la batalla de Vouillé y la posterior reunión en Narbona, donde ambas midieron sus fuerzas en la proclamación del sucesor de Alarico II. Finalmente la facción pro-ostrogoda no pudo ejercer su influencia y fue nombrado nuevo rey visigodo Gesaleico.

### El gobierno directo de Teodorico el Grande
Como es lógico la elección de Gesaleico como rey no fue del agrado de Teodorico. Sin embargo, en sus prioridades estaba la contención del expansionismo franco por el sur de las Galias. Prueba del peligro franco fue su alianza con el emperador de Oriente Anastasio I (491-518), que después de la toma de Sirmio (504) por Teodorico, firmó un pacto con Clodoveo I lo que suponía el estrangulamiento del reino ostrogodo. En años sucesivos se produjeron numerosas razzias en la retaguardia ostrogoda, en el estrecho de Otranto y el golfo de Tarento.
Casiodoro nos narra cómo en el año 508, un contingente de tropas ostrogodas al mando del dux Ibba se dirigió hacia el sur de las Galias para ejercer el control ostrogodo sobre la costa mediterránea. Rápidamente este contingente se hizo con el control de Marsella y levantó el cerco franco de Arlés, defendida por un valeroso destacamento visigodo que había logrado aguantar el asedio franco.
Al año siguiente liberó Narbona de la ocupación burgundia (aliados de los francos), que había provocado la huida de Gesaleico hasta Barcelona. Por último libraron a Carcasona del asedio franco, hallando en la ciudad la mayor parte del tesoro visigodo, que envió rápidamente hasta la corte ostrogoda de Rávena.
Una vez fortalecida en la costa mediterránea de la Galia y firmada la paz con Oriente, las prioridades de Teodorico se centraron sobre ejercer su influencia sobre la corte visigoda. La mano armada del rey ostrogodo en la Galia, Ibba, penetró en la Tarraconense en 510 y se dirigió hacia Barcelona. La presencia ostrogoda en las inmediaciones de la ciudad hizo que el pavor se extendiera en la corte de la ciudad y estallara de nuevo la lucha entre facciones. Prueba de ello, fue el asesinato del comes Goiarico, ordenado por el propio Gesaleico. Este personaje, que sabemos que fue pieza clave en la recopilación del Breviario de Alarico pudo estar a favor de rendir la ciudad a los ostrogodos.
Según San Isidoro, las tropas visigodas salieron al encuentro de los ostrogodos, que aplastaron a los de Gesaleico. Éste, ante el grave correctivo infligido salió de Barcelona tomando rumbo a Cartago. Ibba entró triunfante en Barcelona donde realizó una fuerte represalia; entre los hechos, la Crónica Caesaraugustana narra la muerte del comes Vaila, posiblemente implicado en la muerte de Goiarico.
En ese mismo año, Gesaleico regresó desde Cartago con el apoyo de Trasamundo (494-525), rey de los vándalos. Rápidamente aglutinó a su abundante clientela en la Aquitania y en 511 penetro de forma desafiante en la Tarraconense. Ibba salió a su encuentro entablando batalla en las proximidades de Barcelona. Una vez más la mala fortuna se alió con el rey visigodo que fue derrotado por segunda vez y esta vez capturado y ejecutado cuando intentaba escapar de nuevo, esta vez a tierras burgundias.
Por lo tanto, nos encontramos a Teodorico dominando toda la costa mediterránea, tanto de la Galia como de la Tarraconense. Según la historiografía tradicional Teodorico ejerció la regencia en nombre del legítimo rey Amalarico, sin embargo, en opinión de Fuentes Hinojo, Teodorico ejerció la potestad regia sobre los visigodos por derecho propio, adquirido mediante el uso de las armas, y al menos hasta el año 523, no decidió transferir estos poderes a Amalarico, que según Jordanes había sido tutelado por Teudis. En esta misma opinión se desprende de los textos de Procopio de Cesarea que nos informa de que el rey ostrogodo en sus primeros años aspiraba a la unificación de las élites visigoda y ostrogoda, promoviendo el matrimonio entre los optimates ostrogodos, destacados en Hispania, y las nobles visigodas.
En 515, se fijó el matrimonio entre su hija Amalasunta, con Eutarico, de la estirpe de los Amalos, cuya familia llevaba afincada en la península ibérica varias generaciones. Eutarico se convirtió en el más idóneo sucesor de Teodorico en ambos reinos. Así lo demuestran las crónicas que narraron los hechos sucedidos a lo largo de los siguientes años. Testimonio de ellos es la ‘’Chronica’’ de Casiodoro, redactada por el propio encargo del propio Eutarico, y ‘’De rebus Gothorum‘’, que engrandecía la gloria de la estirpe Amala. De esta última crónica solo nos quedan fragmentos rescatados por Jordanes en su Getica. Además hubo una serie de reconocimientos por parte del Imperio de Oriente: llegó a ser colega de consulado de Justiniano, con el nombre de Flavius Eutharicus Cilliga, y celebró dos grandiosos triunfos, en Rávena y en Roma.
La muerte de Clodoveo y Gesaleico en 511, permitió a Teodorico profundizar en su programa de reformas administrativas incluidas dentro de un programa llamado “Restauración del Imperio Romano” en el que se restablecía la figura de la Prefectura del Pretorio de las Galias con sede en Arlés, nombrando en el cargo de Prefecto del Pretorio al patricio Félix Liberio, y por otra parte la Vicaría de las Galias, siendo nombrado vicario Gemelo. 
Teodorico distinguió entre el poder militar y civil para evitar los abusos de poder y en esta organización participó la Iglesia. El poder militar estaba en los condes, que dependían del Prefecto de las Galias y este cargo se asignó a visigodos, mientras que el poder civil fue entregado a los hispanorromanos.
No obstante, Teudis, sucesor de Ibba, tuvo una amplia autonomía, prácticamente independencia, del prefecto de Arlés. En opinión de Fuentes Hinojo, entre los años 514 y 519, Teodorico creó una praefectura praetorio Hispaniarum, que explicaría su autonomía. La creación de esta nueva figura administrativa iba en consonancia con el reconocimiento del papa Hormisdas (514-523) al metropolitano de Tarragona (Juan) como vicario pontifico en Hispania.

### El gobierno de Teudis
Teudis comenzó su carrera como oficial del cuerpo de guardia que protegía al propio rey Teodorico. Entre los años 511 y 512 va a ser encargado de sustituir a Ibba en el mando del poderoso ejército ostrogodo que campaba entre la Septimania y la Tarraconense. Además, según Jordanes, fue designado como tutor del joven Amalarico.
Atendiendo a Procopio de Cesarea, más prolijo en detalles, nos cuenta que contrajo matrimonio con una rica heredera hispanorromana, cuya familia poseía un patrimonio muy importante, hasta el punto que Teudis pudo armar un ejército privado de unos 2.000 lanceros. Sin duda, este hecho le permitió estrechar lazos con la nobleza hispanorromana y en cierta medida fue su salvaguardia para mantener una independencia de Rávena bastante considerable. Esta llegó hasta tal extremo que llegó a negarse a desplazarse hasta la capital ostrogoda en numerosas ocasiones. Teodorico se vio obligado a transigir en esta postura de Teudis debido a que este era una pieza fundamental para evitar una posible invasión franca en el norte o una rebelión de la nobleza visigoda en el sur. Sin olvidar nunca que Teudis había demostrado ser un gran gestor y entregaba puntualmente los impuestos recogidos en Hispania para ser enviados a Rávena.
Desde el primer momento los altos cargos ostrogodos enviados a Hispania entrelazaron relaciones con la nobleza senatorial hispana, siendo éstos fundamentales para la administración. Esto explica el gran respeto mostrado por los ostrogodos a los católicos hispanorromanos. Por lo tanto la presencia militar ostrogoda, va a provocar un balance de fuerzas entre las dos facciones visigodas, de esta forma los amalos van a salir de la camarilla de palacio y aumentarán su clientela y estrecharán lazos con la nobleza senatorial.
En el 522, con la muerte de Eutarico, va a finalizar el sueño de Teodorico de unificar los dos reinos bajo su persona. Además el descontento generalizado de la facción báltica hacía impensable poder unificar ambos cetros. De hecho, al año siguiente, Casiodoro nos comenta que Teodorico va a intervenir, mediante Ampelio y el comes Liuvirito, en la política hispana con la finalidad de sanear la administración fiscal, restablecer el orden público y acabar con los abusos de ejército y funcionariado.

## El reinado de Amalarico (526-531)
Tras la muerte de Teodorico el Grande en 526, y siguiendo las instrucciones de su testamento, sus dominios fueron divididos entre sus dos nietos:
1. Atalarico (526-534), hijo de Eutarico y Amalasunta, heredará el reino ostrogodo con capital en Rávena.
2. Amalarico (526-531), hijo de Alarico II y Teodegonda, heredará la parte hispana, que además comprenderá los territorios de la Septimania y la Provenza hasta el Ródano. Amalarico establecerá su corte en Narbona —aunque esto es puesto en duda por algunos historiadores—[6] y llegará a un acuerdo para la recuperación del tesoro real visigodo llevado a Rávena en el 508. No obstante, esto le va a costar la pérdida de su mitad de la Provenza. A partir de ahora el reino visigodo solo va a poseer la Septimania como territorio ultrapirenaico.

Pocos datos nos han llegado sobre la política interior de Amalarico. Fuentes Hinojo señala dos líneas principales de acción:
1. Conseguir la independencia total del reino visigodo y acabar con la tutela de Teudis. De esta forma, su primera acción fue repatriar al ejército ostrogodo acantonado en la Península, si bien, se permitió a los ostrogodos casados con hispanas que eligieran entre su marcha y su permanencia en el reino, siendo en este caso asimilados a la nobleza visigoda. Entre este número de altos cargos ostrogodos que se acogieron a esta posibilidad estaba Teudis, ya que disponían de una situación influyente dadas las clientelas y lazos que habían creado en Hispania. Claro está, Amalarico va a rodearse de personas adeptas a su figura y va a renovar a los altos cargos, entre sus medidas está la designación de Esteban (un aristócrata hispanorromano) como nuevo prefecto del pretorio de Hispania. Según nos cuenta la Chronica Caesaraugustana, Esteban parecía ser enemigo de Teudis.
2. Establecer la corte en Narbona —aunque esto es discutido por otro historiadores—[6] debido al intento de zafarse de la influencia de la facción ostrogoda que tenía sus principales apoyos en Hispánia.

Hay que señalar que la influencia ostrogoda, encabezada por Teudis, seguía ejerciéndose a través de Clotilde, esposa de Amalarico e hija de Clodoveo. Este matrimonio está detrás de un pacto entre Teudis y los merovingios.
En 530 las relaciones entre Teudis y Amalarico están muy deterioradas. El rey visigodo, harto de las intromisiones de Teudis en el gobierno, inicia una campaña de desgaste del círculo ostrogodo de la corte. La situación bien pudo estallar por los hechos narrados por Gregorio de Tours, que nos pone en aviso de los malos tratos que recibía Clotilde por parte de su marido. Las noticias llegaron hasta la frontera franca. Childeberto I de París (511-588), hermano de Clotilde, toma cartas en el asunto y en 531 invade la Septimania -con el beneplácito de Teudis- con un poderoso ejército que derrota al visigodo en las puertas de Narbona. Amalarico intentó escapar con el tesoro real hacia Italia posiblemente, pero fue traicionado por sus propios hombres y degollado en el mismo puerto. 
El ejército visigodo va a aclamar como sucesor a Teudis, cuya primera medida va a ser reunir un consejo aristocratico en Gerona, donde será ratificado como rey y destituirá a Esteban como prefecto.

## El reinado de Teudis (531-548)

### La expansión visigoda hacia el sur de la Península
En 531 el Estado visigodo aún no controlaba el sur y la fachada mediterránea de la Península. En el año 521 el papa había nombrado vicario para la Lusitania y la Baetica al obispo metropolitano de Sevilla Salustio, dándonos a entender que la jurisdicción eclesiástica de Tarragona no controlaba fácticamente los territorios del sur peninsular. Otro dato a tener en cuenta es que en el II Concilio de Toledo de 531, mucho antes de la ocupación bizantina de Cartago y de que los reyes visigodos instalasen su corte en Toledo, los obispos de esta ciudad se arrogaban la dignidad metropolitana sobre una provincia denominada Carpetania vel Celtiberia. Según señala A. Barbero, esta escisión de Toledo de Cartago se debía a la notable importancia que estaba tomando esta región central y a la pérdida de relaciones con la costa, aún controlada por la antigua clase senatorial hispanorromana, que vivía orientada hacia sus relaciones con la costa italiana, tarraconense y africana.
A partir del año 531 se produjo una rápida expansión de Teudis hacia el sur, sin duda con la aquiescencia de la clase senatorial hispanorromana. En el caso de la Bética el control germano ya era efectivo desde comienzos del reinado —incluso en 534 el emperador Justiniano colocó un tribuno al mando de un destacamento en Septem (Ceuta) para vigilar las posibles acciones visigodas—. Además, de lo que se desprende del texto de Procopio, parece ser que la corte de Teudis en 533 estaba instada en Sevilla.

### La amenaza bizantina
En la expansión del reino hacia el sur Teudis tiene que hacer frente a la política expansionista del emperador bizantino Justiniano I (527-565) que pretendía establecer también su autoridad sobre los territorios del antiguo Imperio Romano de Occidente, rompiendo así con la política de sus antecesores Zenón y Anastasio I que no habían dudado en pactar con los pueblos germanos que lo ocupaban. La primera ocasión que tuvo Justiniano de expandir sus dominios fue la rebelión de la aristocracia romana en la Tripolitania, encabezada por Prudencio y la usurpación del gobernador vándalo de Cerdeña llamado Godas. Así en 533, los ejércitos bizantinos al mando de Belisario desembarcaran en la provincia africana. El 13 de septiembre las tropas romanas aniquilaron a las vándalas en Ad Decimun y entraron victoriosas en Cartago. Poco después, los restos del ejército vándalo fueron nuevamente derrotados en la Batalla de Tricamerón.
En el otoño de 533 llegaron a Hispania las primeras noticias del desastre vándalo gracias a unos comerciantes que informaron del suceso. Teudis intentó ocultar las noticias debido a posibles sublevaciones de la población hispanorromana de la Bética. Una embajada vándala, encabezada por los nobles Goteo y Fuscias, desembarcó en Sevilla para pedir ayuda a Teudis, éste ya informado de los acontecimientos se decidió a mantenerse a la expectativa y no mostrar un apoyo abierto al reino vándalo.
A pesar del interés de Teudis por ocultar la información de la derrota vándala entre sus súbditos, los acontecimientos de 534 —la toma de Septem (Ceuta) y la de las Islas Baleares, parece que no pudieron pasar desapercibidos a la población—. Las acciones de Teudis de fortificar la ciudad de Dianium (Denia) y las medidas tomadas por el obispo de Valencia (Justiniano) forman parte de las acciones visigodas para prevenir un posible desembarco bizantino en la Península.
La delicada situación en el sur con la invasión del reino vándalo se vio agravada tras el año 535, con el desembarco de Belisario con sus tropas en la Italia ostrogoda. Teudis alertado por los acontecimientos recientes, siempre se mostró cauto ya que no quería provocar una ruptura abierta con Justiniano que provocara repercusiones nefastas para su reino. La ruptura de la tregua por los persas obliga a Justiniano a concentrar el grueso de sus tropas en el limes de Mesopotamia. Además en Italia, Vitiges (546-540) estaba negociando su rendición, por lo que Justiniano trasladó a Belisario a Oriente. Nada más producida esta situación, la nobleza militar ostrogoda se rebeló y nombró a Hildibaldo (540-541) como nuevo rey. Teudis era su tío, por lo que no cabe duda de que su nombramiento tenía como fin atraerse la ayuda del rey visigodo. En cualquier caso, las redes de solidaridad góticas debieron funcionar y posiblemente existió una alianza militar gótica. Sin embargo la ayuda prometida nunca llegó a producirse.

### La invasión de los francos
En 541 los reyes francos Childeberto I (511-558) y Clotario I (511-561) invadieron la Tarraconense poniendo cerco a Zaragoza. Finalmente, después de cuarenta y nueve días de asedio, según Isidoro, el dux Teudiselo levantó el cerco y puso en huida al ejército franco que compró de forma onerosa su salida de Hispania. Es muy probable que esta incursión franca se deba a un tratado franco-bizantino ante la unión gótica. Pero esta incursión de los francos arruinó económicamente a un sector extenso de la Tarraconense, que se agravó con la extensión de la peste por la península ibérica, lo cual imposibilitó cualquier proyecto para ayudar a los ostrogodos.
No obstante, Teudis aún aspiraba a una soberanía eminente sobre visigodos y ostrogodos, de estos últimos su rey era Totila, sobrino de Hildibaldo. Para reafirmar esta posición, el 24 de noviembre de 546, Teudis firmó en Toledo un edicto como Flavius Theudis, ya que esta era la primera vez que un rey visigodo utilizaba el nomen de Flavio, habitual en las últimas dinastías del Imperio Romano, también utilizados por Teodorico el Grande o Aecio. En estos casos se trataba de estar legitimado por el extinto Imperio, pero en el caso de Teudis podía ser un intento de aspirar a una supremacía dinástica ahora que la familia de los Amalos se había extinguido. Existen historiadores que han atribuido que este hecho permite inferir que la capital visigoda estaba en Toledo. Sin embargo, parece que fue una residencia real ocasional ya que la capitalidad de Toledo se estableció en el reinado de Atanagildo.
 Estas aspiraciones de supremacía sobre los ostrogodos exigía apoyar la obligación de una ayuda militar. Descartada la ayuda por el norte, Teudis puso sus miras en las desprotegidas bases bizantinas en el estrecho de Gibraltar.

### La muerte de Teudis y el efímero reinado de Teudiselo (548-549)
En los últimos años de su reinado, Teudis puso sus ojos al otro lado del estrecho. Su objetivo era unificar políticamente ambas orillas bajo la hegemonía visigoda. Para ello intentó la conquista de la fortaleza de Septem (Ceuta) bajo control bizantino, pero resultó un rotundo fracaso. Teudis, según San Isidoro, murió (548) a consecuencia de las secuelas producida por el intento de toma de Ceuta.
Sin embargo, la muerte de Teudis ocurrió en extrañas circunstancias:
1. Según M. Torres, el asesinato estaría provocado por la facción adversa al monarca.
2. De J. Orlandis se desprende la negación a la propuesta anterior, ya que la facción ostrogoda tuvo suficiente poder para imponer a un candidato suyo encarnado en la figura de Teudiselo.

Teudiselo (548-549) era uno de los personajes más destacados de la corte de Teudis, como así lo demostró en la invasión franca de 541. Posiblemente fue nombrado rey en la misma Sevilla, ciudad vinculada con la facción ostrogoda en la mayoría de las fuentes.
La única noticia que tenemos sobre su reinado es su propia muerte, acaecida en la segunda quincena de noviembre de 549 cuando se encontraba en estado de embriaguez en una fiesta. Según Gregorio de Tours el artífice del regicidio fue la facción rival a su gobierno, es decir, la monarquía visigoda contraria a la hegemonía ostrogoda. San Isidoro apunta que los ejecutores se encontraban perseguidos por el gobierno de Teudiselo, posiblemente implicados en el asesinato de Teudis.